# Sutton Hoo
Sutton Hoo est un site archéologique du haut Moyen Âge situé près de Woodbridge, dans le Suffolk, au Royaume-Uni. Il s'agit d'un cimetière de la période anglo-saxonne de l'histoire de l'Angleterre qui comprend une quinzaine de tumulus et une trentaine de tombes. La plus importante des sépultures de Sutton Hoo, le tumulus no 1, abrite un bateau-tombe du début du VIIe siècle dont le riche mobilier funéraire suggère qu'il s'agit de la tombe d'un roi (peut-être Rædwald) ou d'un individu de haut rang du royaume d'Est-Anglie.
La première campagne de fouilles modernes à Sutton Hoo prend place de 1938 à 1939 sous la direction des archéologues Basil Brown et Charles Phillips. Des campagnes supplémentaires ont été menées par Rupert Bruce-Mitford de 1965 à 1971, puis par Martin Carver de 1983 à 1997.

## Description

### Localisation

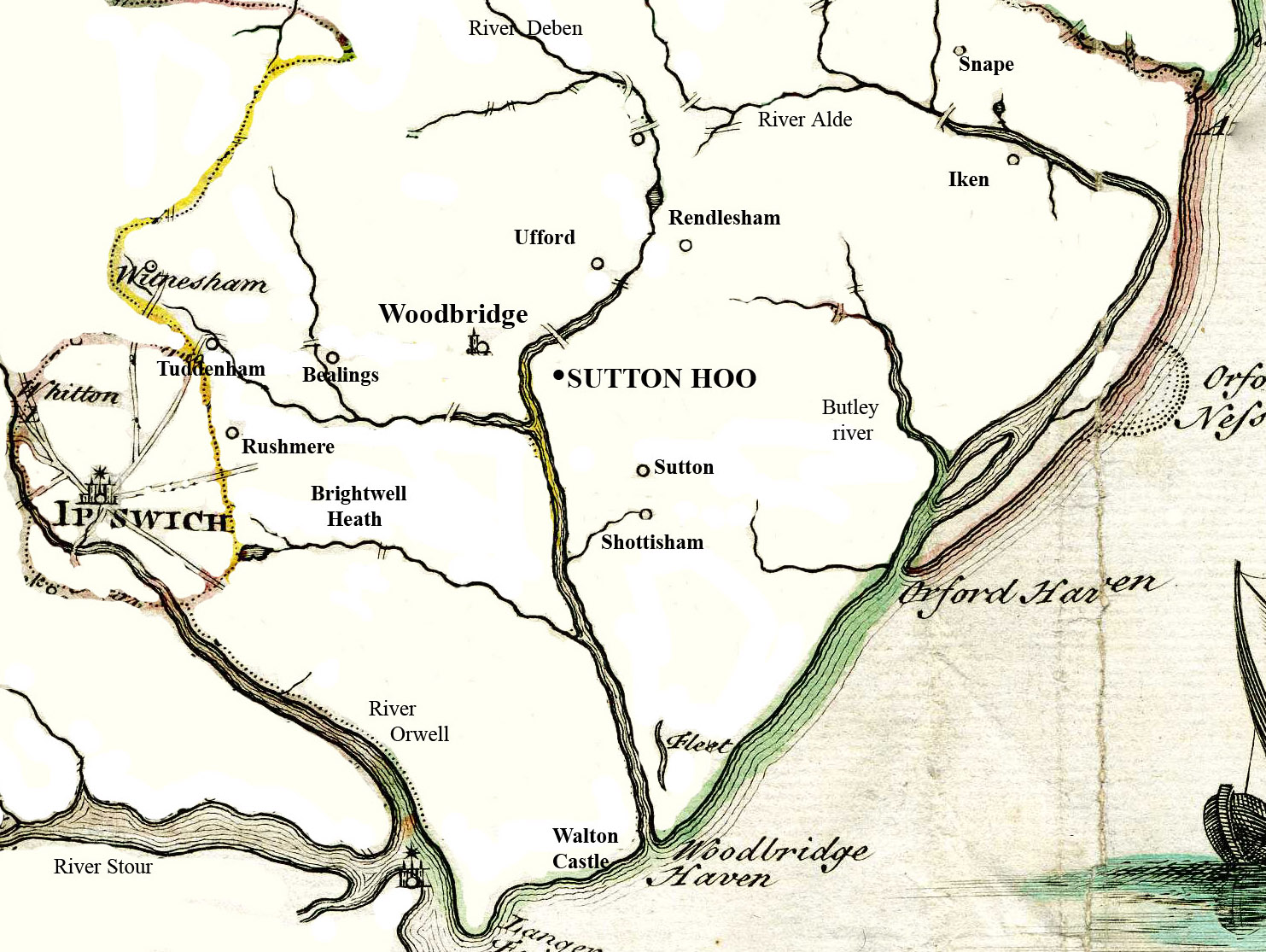
Sutton Hoo et ses environs.

Le site de Sutton Hoo est localisé dans le sud-est du comté du Suffolk, sur un promontoire sablonneux culminant à 33 m d'altitude qui surplombe la Deben. Il se trouve sur la rive orientale de ce fleuve côtier, à une quinzaine de kilomètres de la mer du Nord, en face de la ville moderne de Woodbridge. Juste au nord de Woodbridge se trouve le village de Melton qui abrite, à Wilford, un ancien gué qui constitue l'endroit le plus en aval où peut être traversée la Deben.
Le site doit son nom au village de Sutton, à 2,5 km au sud-est. Ce toponyme, très commun en Angleterre, désigne « la ferme (ou le village) du sud » et se compose des éléments vieil-anglais sūth « sud » et tūn « ferme, domaine, village ». L'élément Hoo désigne quant à lui un éperon, un promontoire ou tout autre lieu saillant et dérive du vieil anglais hōe, forme dative du substantif hōh.

### Les tumulus

Plan du site.

Bien que le nom de Sutton Hoo soit surtout lié au bateau-tombe du tumulus no 1, le site se compose d'une quinzaine de tertres contenant divers objets ou restes humains, dont tous n'ont pas encore été fouillés de manière systématique. De plus, vingt-sept tombes d'un autre genre ont été découvertes sur le site, à l'extérieur des monticules. La disposition circulaire de douze d'entre elles autour du tumulus 1 renforce la théorie qui voudrait que ces tombes résultent d'un sacrifice tenu lors de l'enterrement du bateau-tombe. Le tumulus 2 abritait les restes de la crémation d'un homme et d'un cheval, tandis que le tumulus 3 contenait un autre bateau-tombe, plus petit que celui du monticule 1 et par ailleurs pillé, probablement durant les années 1860.
Sur la base d'une pièce de monnaie remontant au règne du roi franc Thibert II (ou Théodebert) (595-612), on a pu dater le tumulus 1 aux alentours de 625. Le bateau mesurait 27 mètres de long et 4,2 mètres de large en son centre et pouvait être manœuvré par quarante rameurs. Il était placé de telle façon dans la tombe que sa proue pointait vers l'est. Une chambre funéraire était aménagée sur le pont intermédiaire et, d'après la disposition de l'armure, la dépouille devait être disposée avec les pieds orientés vers l'est et la tête vers l'ouest. Aucune partie du corps ne subsistait au moment de la première fouille, mais une analyse plus récente a révélé des traces chimiques montrant qu'un corps était bien présent. Le nom qui revient le plus souvent lorsqu'il s'agit d'attribuer cette tombe est celui du roi Rædwald d'Est-Anglie.
Seuls les rivets du bateau subsistent à cause de l'acidité du sol mais les empreintes dans la terre ont permis une reconstruction détaillée du bateau. Ce dernier ne possédait pas de quille opérationnelle et probablement pas de voile non plus puisque aucun mât n'a été retrouvé, mais était d'excellente facture ; cela alimenta le débat qui consistait à savoir si ce bateau n'avait jamais navigué. La disposition des rivets montre pourtant qu'une réparation avait été effectuée sur le bateau, ce qui laisse à penser que ce dernier a été opérationnel avant d'être utilisé comme sépulture.

## Les fouilles

### Premières fouilles
Des pilleurs s'intéressent aux tumulus de Sutton Hoo dès les alentours de l'an 1600. À cette date, les labours ont considérablement modifié la topographie du site, si bien que les puits creusés par les pilleurs au centre des tumulus manquent parfois leur cible. C'est ce qui s'est produit dans le tumulus no 1. En revanche, le no 2, qui abritait à l'origine un bateau-tombe similaire à celui du no 1 et probablement tout aussi richement fourni, semble avoir été vidé de ses trésors vers la fin du XVIe ou le début du XVIIe siècle.
Un journal local, le Ipswich Journal, rapporte le 24 novembre 1860 qu'une campagne de fouilles rudimentaire a pris place à Sutton Hoo, identifié à tort comme un site de la période romaine. D'après la description, c'est vraisemblablement le tumulus no 2 qui a été excavé à cette occasion par l'entremise d'une tranchée. Les trouvailles se limitent à deux seaux de rivets en fer, dont l'article précise qu'ils ont été envoyés au forgeron local pour qu'il en fasse des fers à cheval. Des tranchées similaires ont été identifiées sur les tumulus nos 5, 6, 7 et 13 et datent vraisemblablement de la même période.

### Les fouilles de 1938-1939
En 1926, Edith May Pretty rachète le manoir de Sutton Hoo, construit en 1910, dont le domaine comprend les tumulus. Sa curiosité est attisée par ces monticules et elle entre en contact avec le musée d'Ipswich. Le conservateur Guy Maynard envoie sur place un archéologue amateur, Basil Brown, en juin 1938. Au cours des trois mois qui suivent, Brown procède à des fouilles sous les tumulus nos 2, 3 et 4. Il les identifie correctement comme des sépultures anglo-saxonnes et devine, par comparaison avec le bateau de Snape, que le no 2 abritait un bateau-tombe, au vu de sa forme et des rivets de fer qu'il y a trouvés.

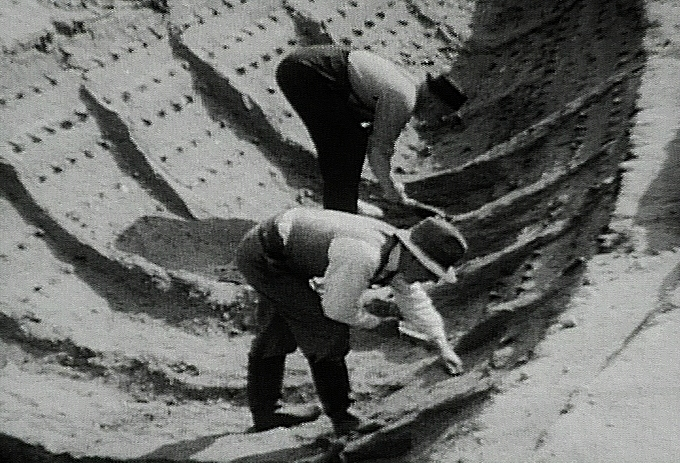
Les fouilles du tumulus no 1 en 1939.

Les fouilles reprennent en mai 1939. Edith Pretty suggère à Basil Brown de s'intéresser au tumulus no 1, où il découvre rapidement de nouveaux rivets. Il comprend qu'il a affaire à un bateau-tombe d'une taille considérable et encore inviolé. La nouvelle parvient aux oreilles de l'archéologue professionnel Charles Phillips, de l'université de Cambridge, qui prend la direction des opérations au mois de juillet. Avec l'aide d'une équipe comprenant W. F. Grimes, O. G. S. Crawford, Stuart Piggott et Margaret Guido, il dégage la chambre funéraire du bateau-tombe et ses trésors. Au fur et à mesure qu'ils sont découverts, ils sont emportés au manoir de Sutton Hoo et dissimulés sous le lit d'Edith Pretty, sous la surveillance de son majordome et de deux officiers de police du cru, avant d'être expédiés au British Museum. Par décision de justice, elle est reconnue propriétaire de tous les objets retrouvés sur le site, mais elle annonce en faire don à la nation, un geste que le conservateur T. D. Kendrick décrit comme « le don le plus exceptionnel jamais fait au [British] Museum du vivant du donataire ».
Les fouilles prennent fin lorsque la Seconde Guerre mondiale éclate, au mois de septembre. Les trésors excavés sont rapatriés à Londres, où ils sont entreposés dans la station de métro Aldwych jusqu'à la fin du conflit. Le site de Sutton Hoo sert quant à lui brièvement de terrain d'entraînement et des tranchées sont creusées pour empêcher d'éventuels avions ennemis d'atterrir.

### Les fouilles de 1965-1971
À la fin de la Seconde Guerre mondiale, le British Museum charge l'archéologue Rupert Bruce-Mitford d'analyser les résultats des fouilles de 1938-1939. Son équipe procède à la restauration et à l'étude des objets découverts à cette période, notamment le casque et le sceptre retrouvés dans le bateau-tombe du tumulus no 1. Ce travail est approfondi par une deuxième campagne de fouilles, qui débute en 1965 et dont l'un des objectifs principaux est d'achever l'excavation du tumulus no 1.
Les fouilles portent également sur plusieurs zones des alentours, à la recherche d'éventuels tumulus arasés, d'autres tombes ou traces d'occupation humaine. Elles permettent d'affirmer que le site a été occupé dès le Néolithique, puis lors de l'âge du bronze, et que le cimetière anglo-saxon a été édifié sur des terres ayant été labourées auparavant. Plusieurs axes de recherche spécifiques sont explorés, comme la numismatique, la palynologie ou la chimie des sols.
Les résultats des travaux de Bruce-Mitford sont publiés en trois volumes entre 1975 et 1983.

### Les fouilles de 1983-2001
La nécessité d'une troisième grande campagne de fouilles à Sutton Hoo est évoquée dès 1979. Financée par la Society of Antiquaries of London et le British Museum, elle est confiée à Martin Carver, archéologue rattaché à l'université d'York. Après trois années de mise au point du programme, le travail sur le terrain débute en 1986 et dure jusqu'en 1992. L'entreprise est de grande ampleur, avec l'excavation intégrale de six tumulus (2, 5, 6, 14, 17 et 18) et partielle de deux autres (7 et 13). Un hectare de terrain entre les tumulus est passé au peigne fin à la recherche de traces humaines. Après la fin des fouilles, des travaux complémentaires ont lieu jusqu'en 2001.
Les résultats de cette campagne sont publiés en 2005.

## Trésor
Le trésor de Sutton Hoo trouvé dans le monticule 1 est d'importance. Les artefacts ont été retirés du site et sont maintenant exposés au British Museum. Ils sont de diverses natures :
- Des effets personnels décoratifs :
  - Attaches d'épaule en or, cloisonné et grenat.
  - Une grosse boucle de ceinture en or de 13,2 cm de long, pesant 414,62 grammes.
  - Un couvercle de bourse en or avec des plaques de grenat et millefiori (verre mosaïqué).
    - La bourse en cuir, qui a disparu, contenait trente-sept pièces d'or mérovingiennes pesant chacune entre 1,06 et 1,38 gramme, trois pièces blanches non frappées, ainsi que deux petites barres d'or. Combinées, ces quarante pièces étaient peut-être le paiement symbolique pour les quarante rameurs. Les deux barres d'or, dont le poids équivaut à celui de quatre pièces d'or, auraient symbolisé le paiement du barreur.

  - Une pierre à aiguiser décorée d'anneaux de fer et d'un cerf de bronze, probablement un sceptre royal.
- Des armes, dont :
  - Un casque, trouvaille rare dans les tombes germaniques, de style spangenhelm et décoré comme d'autres casques datant du VIe siècle et trouvés en Suède. Cependant, le casque de Sutton Hoo est d'un seul tenant, ce qui laisse supposer qu'il a été fabriqué en Angleterre ; et, contrairement au casque de Coppergate trouvé à York et datant de la même époque, celui de Sutton Hoo se distingue par l'absence de toute symbolique chrétienne. 
Après un essai infructueux dans les années 1940, un conservateur du British Museum, Nigel Williams, a finalement réussi à le reconstituer en 1971 mais il lui a fallu six mois de travail pour remettre ensemble les 500 morceaux qui le composaient, y compris la mâchoire de la tête de dragon qui figure sur le masque facial et qui avait été mal rangée au moment des fouilles.
  - Un bouclier rond en bois, qui a presque entièrement pourri mais qui était équipé d'une poignée centrale en fer et décoré d'une plaque en bronze et d'éléments en argent.
  - Une épée de fer rouillée, dont les restes mesurent 85 cm de long, avec un pommeau en or cloisonné avec des grenats.
  - Une cotte de mailles.
  - Six lances de différents types.
  - Une hache avec un manche en fer.
- Autres :
  - Une série de dix bols d'argent s'emboîtant les uns dans les autres. Huit d'entre eux sont bien conservés.
  - Une paire de cuillères épiscopales en argent et niellées sur lesquelles sont inscrits en grec les noms Saulos et Paulos : symboles de Saint Paul.
  - Un large bol en bronze décoré avec de l'émail et du verre mosaïqué.
  - Un plat en argent marqué d'un tampon datant du règne de l'empereur byzantin Anastase Ier (491-518). D'autres objets en argent et en bronze viennent également de Méditerranée, mais sont d'époques plus récentes.
  - Une lyre de barde en bois d'érable rangée dans un sac en peau de castor (dont il ne reste que des traces).
  - Une paire de cornes d'aurochs à boire décorées avec une feuille d'argent.
  - Quelques objets ménagers, dont un chaudron muni d'une chaîne de suspension de plus de 3,35 mètres de longueur.
  - Des restes de textiles de nombreuses sortes.

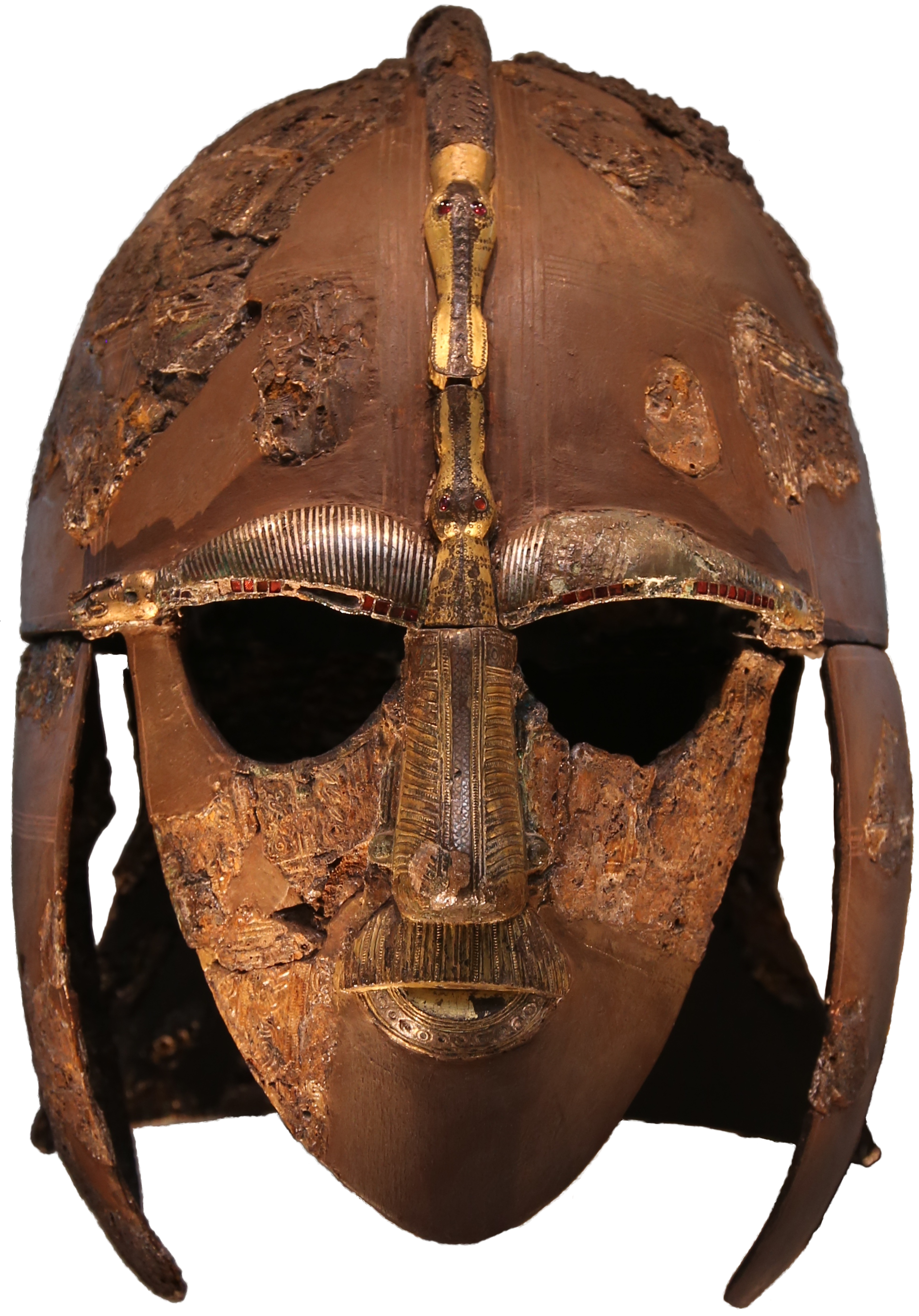
Casque de parade trouvé à Sutton Hoo (British Museum, restauré).
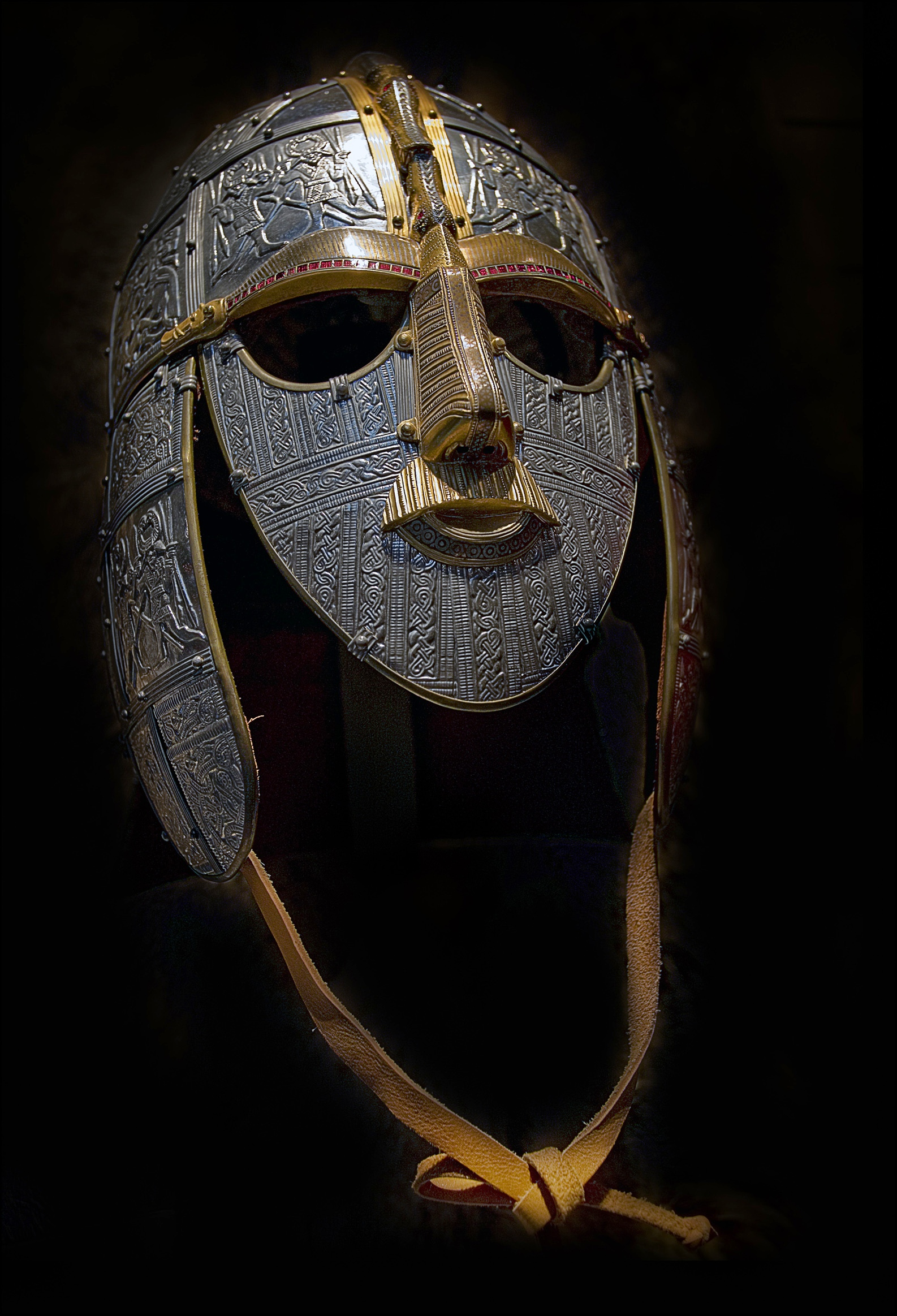
Reconstitution du casque.
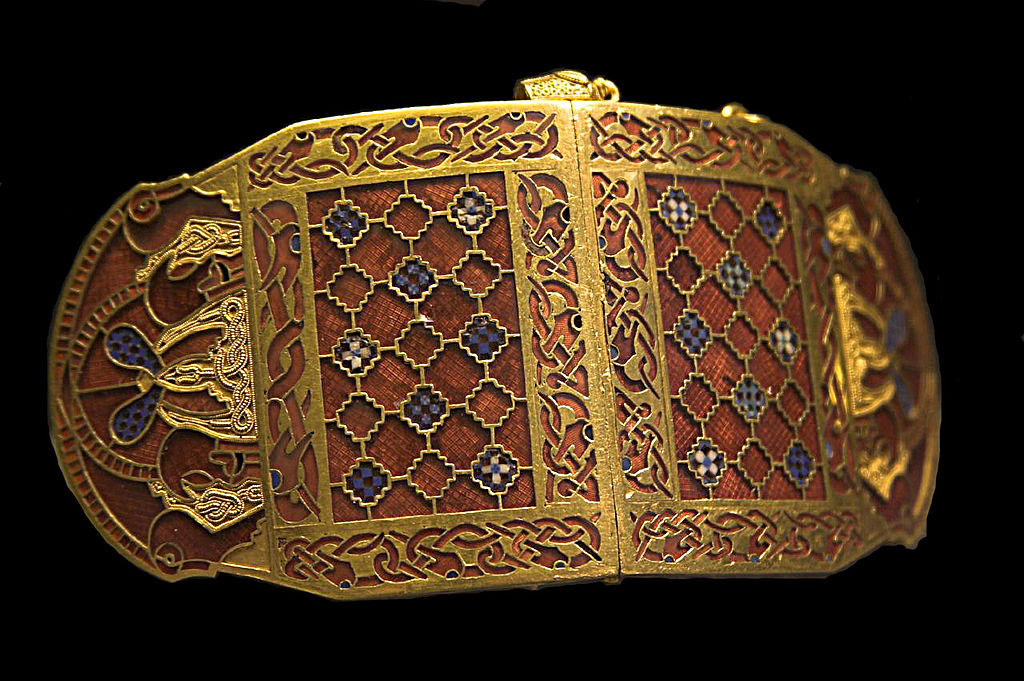
Une des deux attaches d'épaule.
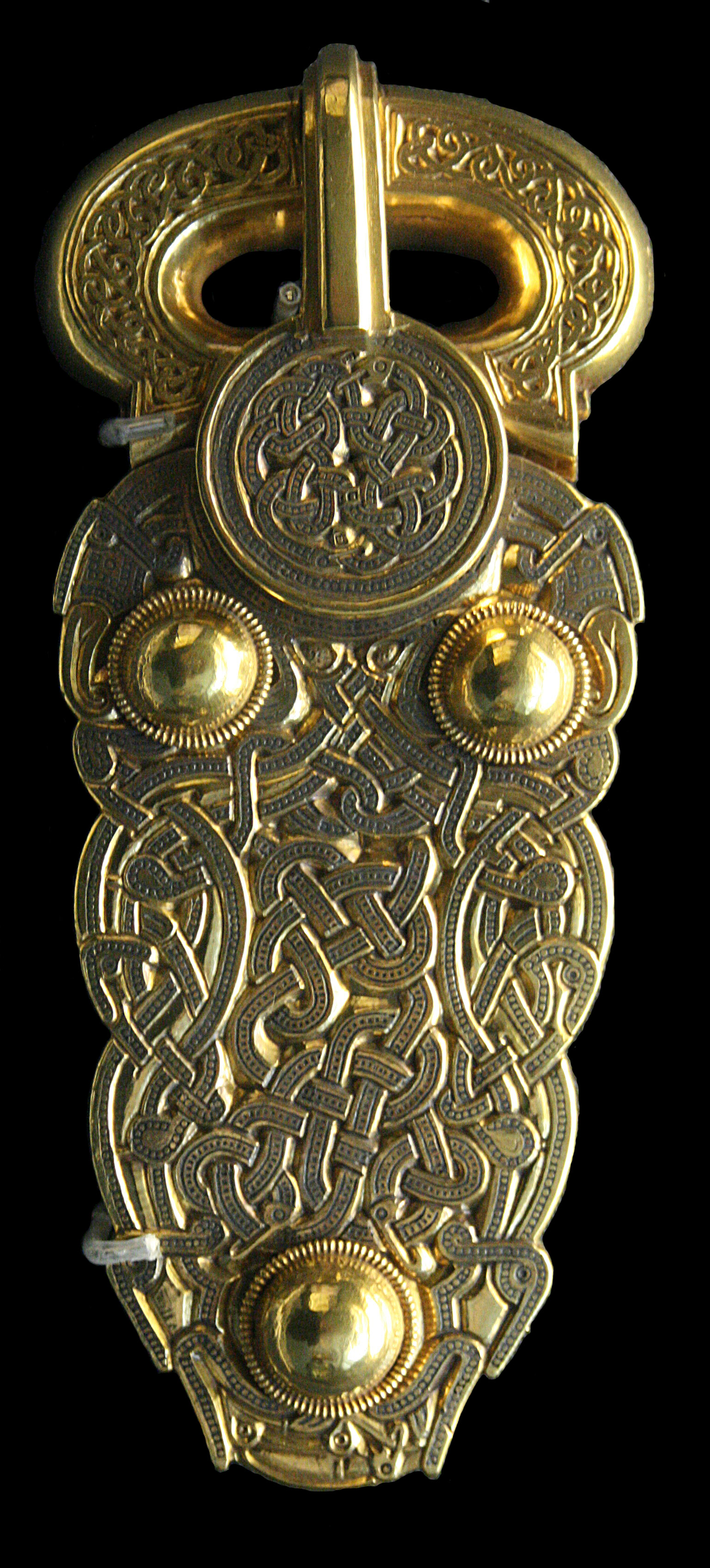
Boucle de ceinture.
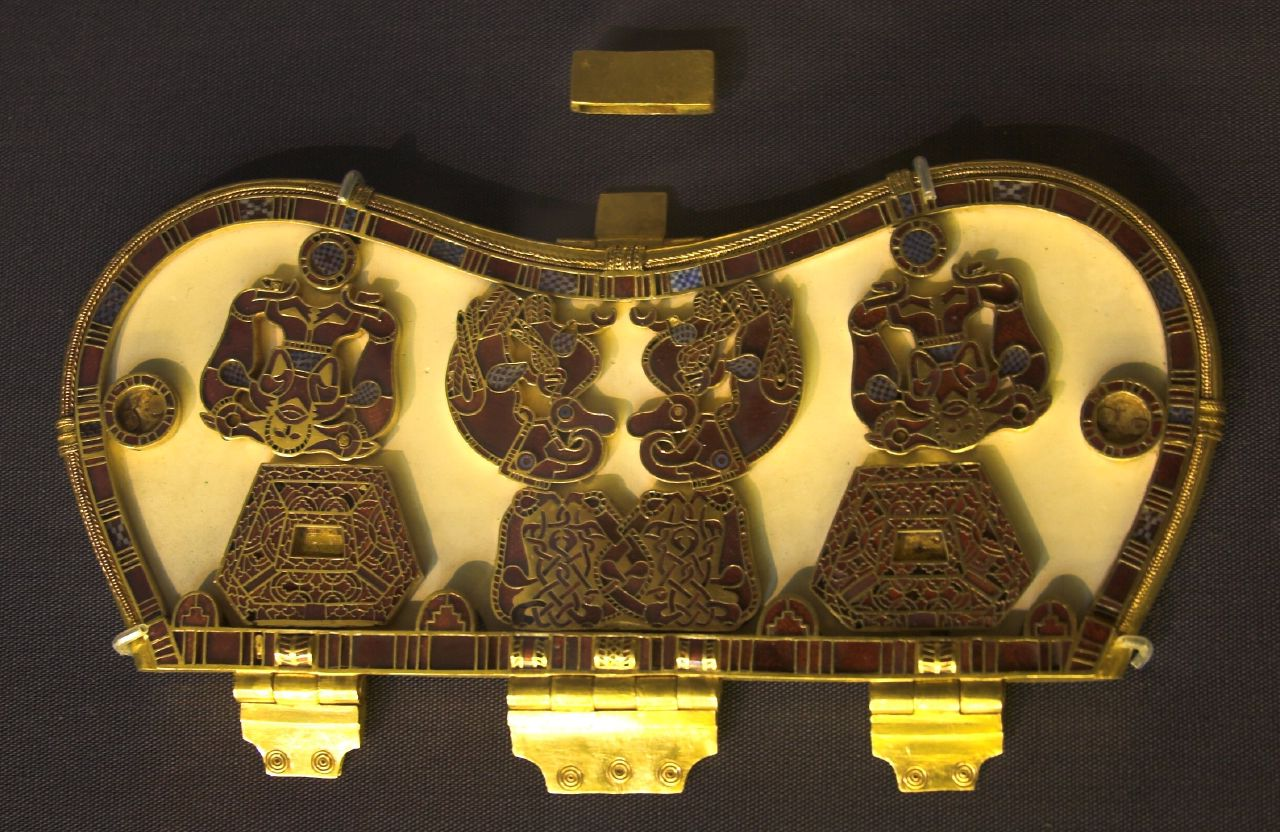
Couvercle de bourse.
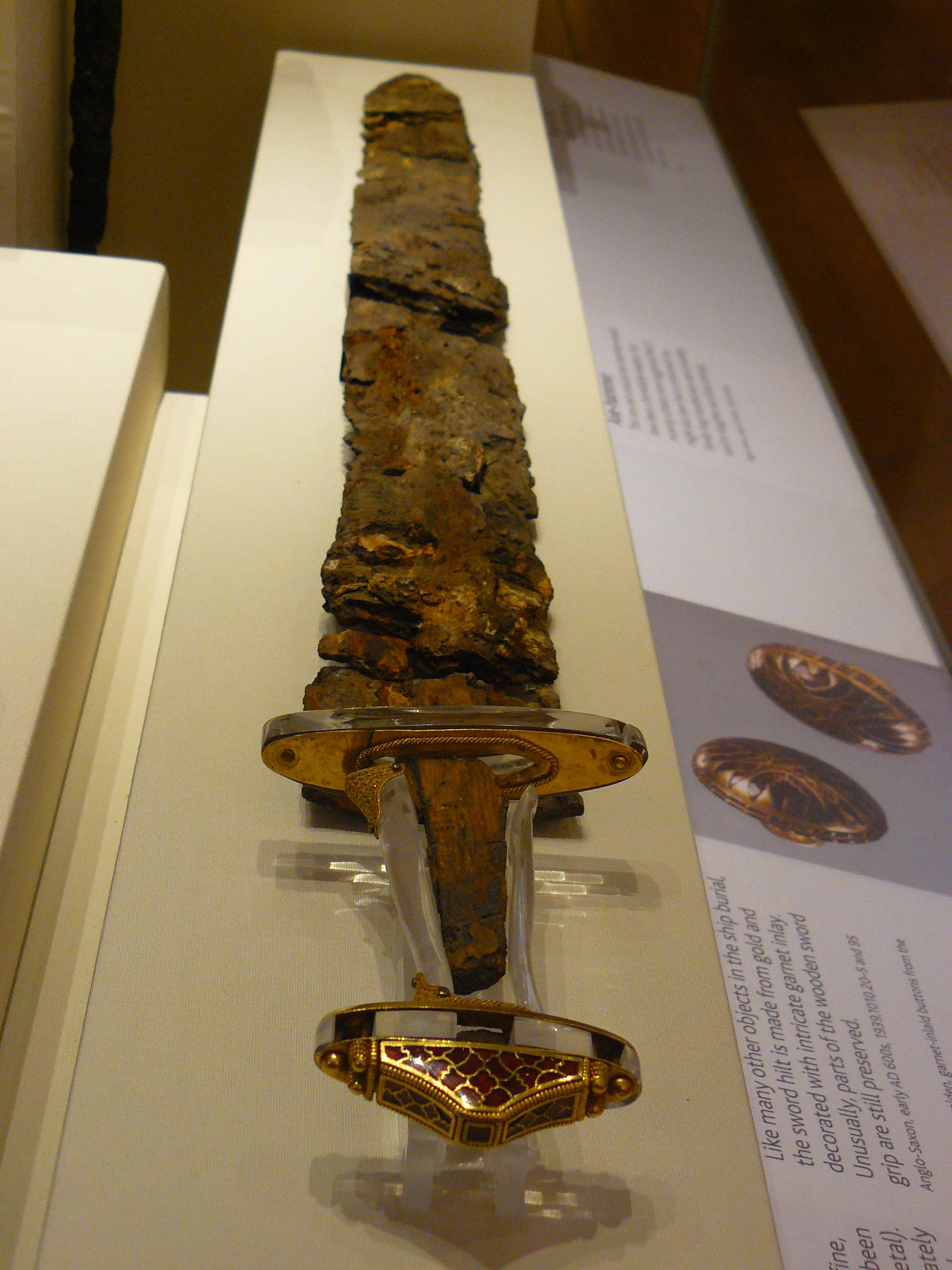
Épée dont le pommeau est bien conservé.
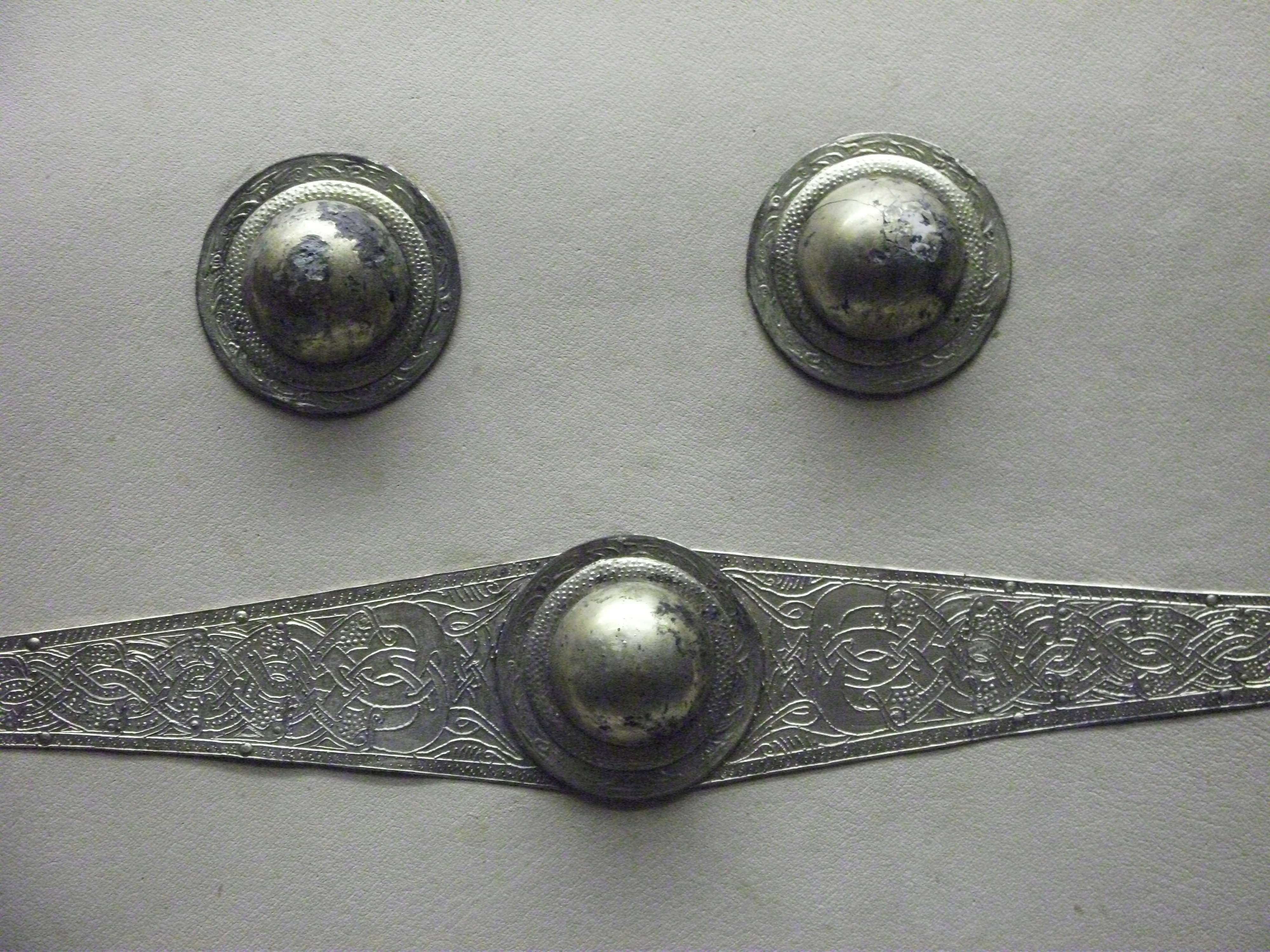
Quelques éléments en argent du bouclier.
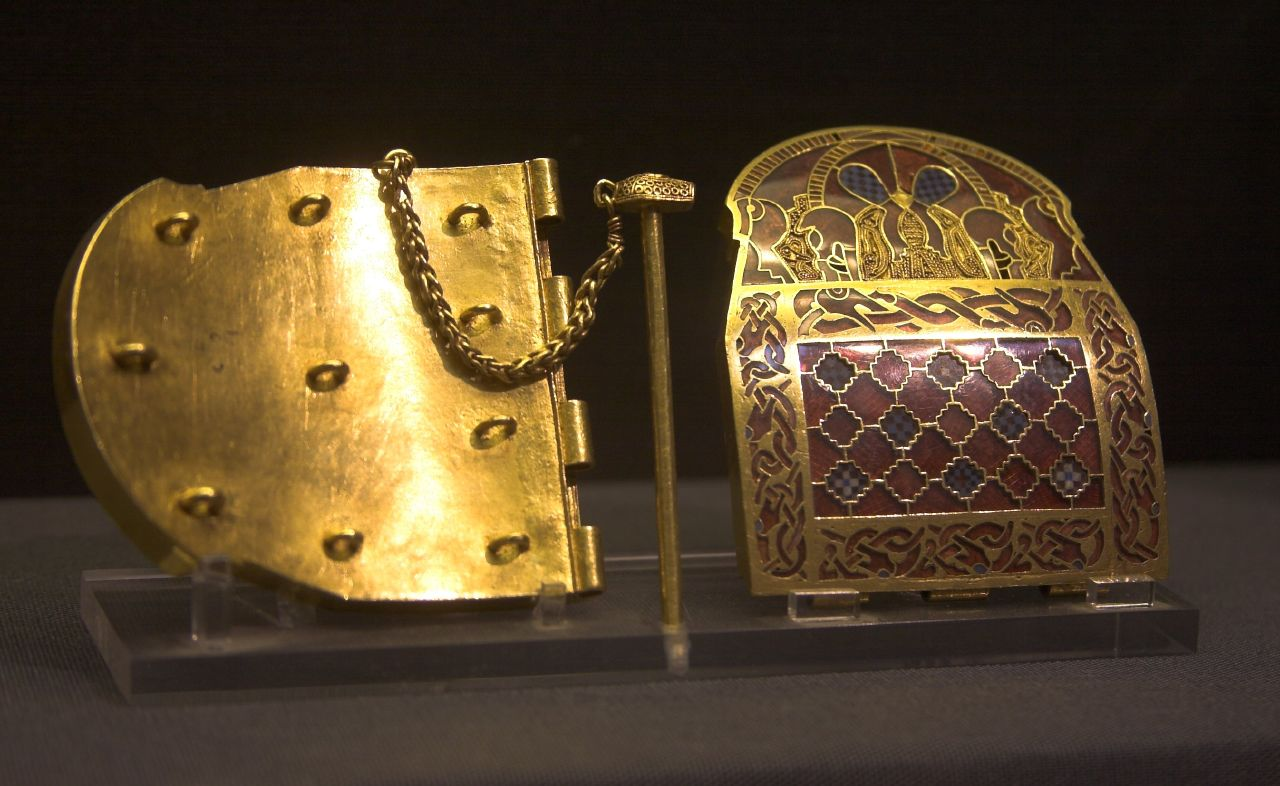
Une attache d'épaule.
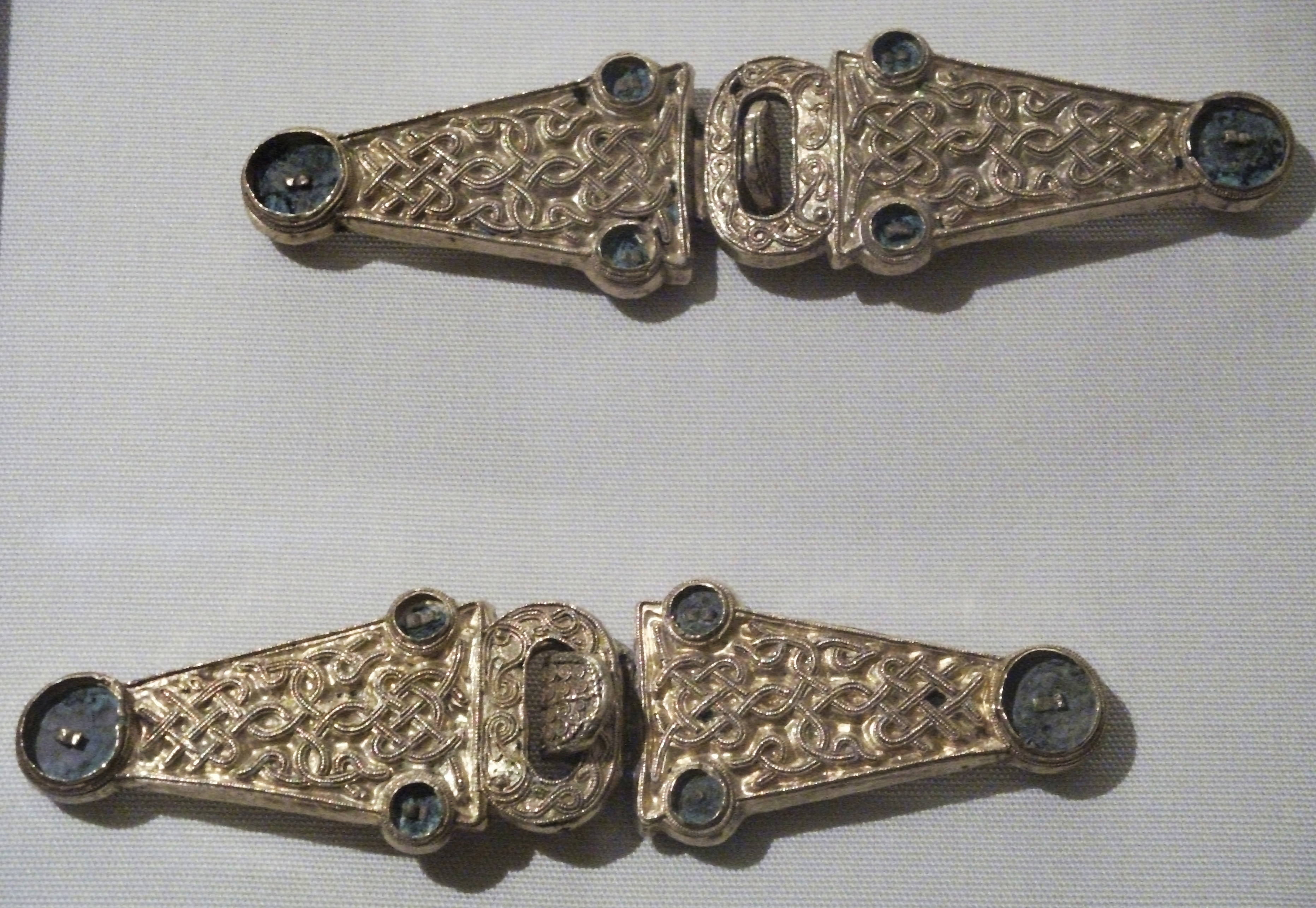
D'autres types d'attaches en or.
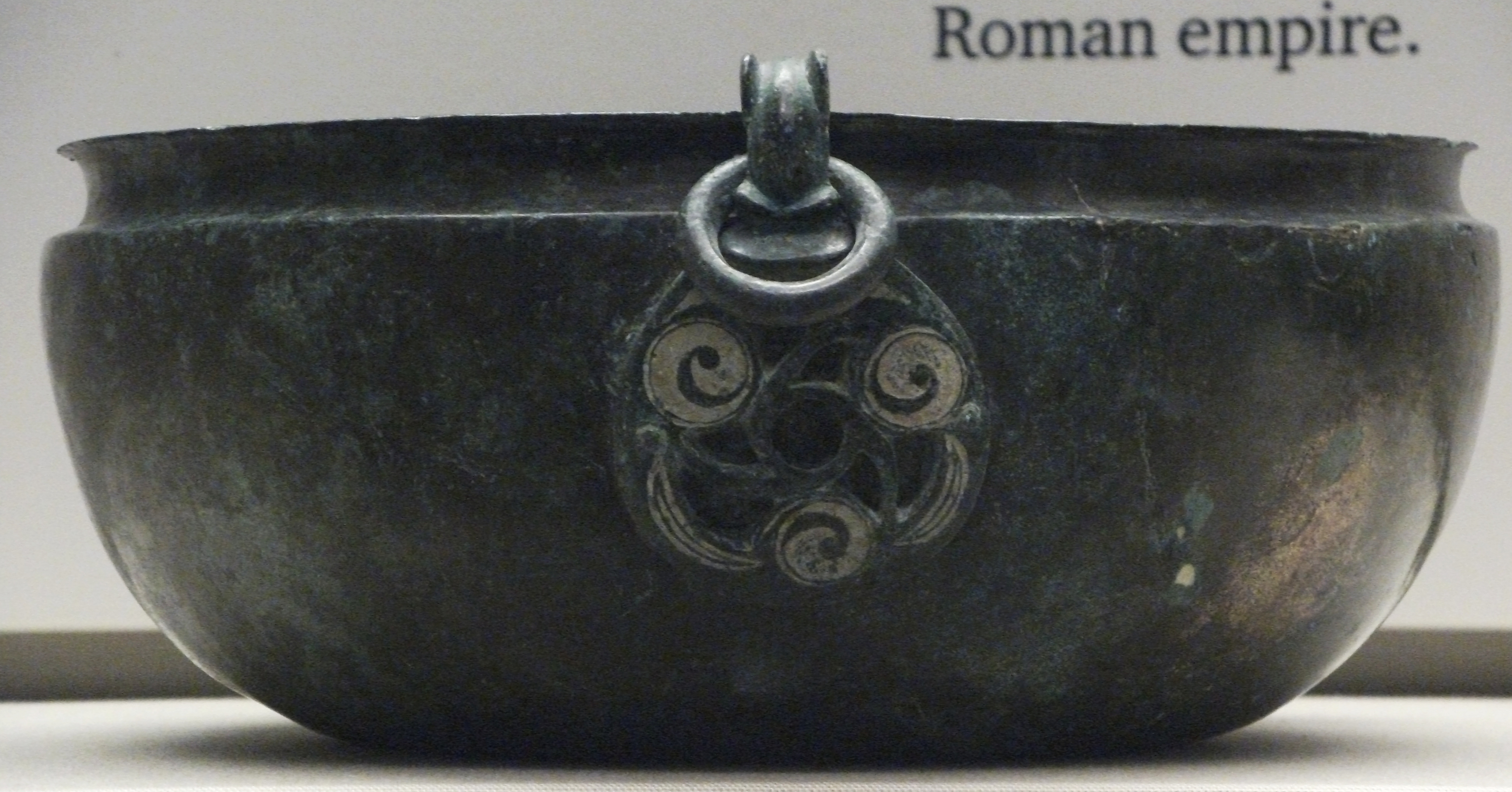
Chaudron.

## Analyse
Il n'a été trouvé que des traces de restes humains. Le roi Rædwald d'Est-Anglie, quatrième Bretwalda d'Angleterre, mort à la même époque que la création de la sépulture, est souvent cité comme l'occupant du tertre numéro 1. La proximité de Sutton Hoo avec un lieu d'autorité royale à Rendlesham (7 km au nord-est) suggère un rapport entre Sutton Hoo et la maison royale d'Est-Anglie. La quantité et la valeur des objets trouvés dans la tombe indiquent la notoriété de l'occupant ; ce type de trésor est conforme au contenu habituel des sépultures royales.
Sutton Hoo est l'un des seuls sites de bateaux-tombes de ce type qui ne soit pas en Scandinavie. La sépulture, le casque et le bouclier sont pratiquement identiques à ceux trouvés sur les sites datant de l'Âge de Vendel à Valsgärde et à Vendel (en) en Suède, ce qui indiquerait des liens étroits entre Sutton Hoo et la dynastie royale des Ynglingar (notamment la branche des Scylfingar) du Beowulf. Une autre théorie suggère que la dynastie des Wuffingas descendrait de la dynastie des Wulfings du Beowulf et du Widsith, ce qui pointerait également vers des origines suédoises, ou plutôt des Goths de Scandinavie, pour la dynastie d'Est-Anglie. Néanmoins, il semble que certains éléments comme le casque et le sceptre royal témoignent d'une influence romaine.
Les archéologues connaissant le site avancent aussi la théorie selon laquelle le christianisme commençait à étendre son influence, ce qui amena les païens de haute caste à répliquer avec des rites plus élaborés que jamais. C'est dans ce contexte que la crémation est adoptée, en défi à la pratique chrétienne qui s'y opposait, et que l'apothéose est atteinte avec les funérailles royales incluant un bateau-tombe. Bien que des objets de signification chrétienne aient été présents, des sacrifices humains ont peut-être accompagné les funérailles.

## Postérité
Conformément à la décision d'Edith Pretty d'en faire don au Royaume-Uni, le trésor de Sutton Hoo est désormais conservé au British Museum.
Par ailleurs, le centre des visiteurs du National Trust (ouvert au printemps 2002) expose une reconstitution complète de la chambre funéraire et du bateau-tombe ; de temps à autre, le National Trust y organise également des expositions temporaires d’artefacts originaux prêtés pour l'occasion par le British Museum.
Des fouilles successives ont suivi par intermittence les premiers forages. C'est ainsi que, pratiquement au moment où le National Trust allait inaugurer son centre local des visiteurs, une fouille a révélé l'existence d'un autre cimetière à environ 500 mètres au nord du site principal.
Le site funéraire de Sutton Hoo contredit le scepticisme de certains historiens sur l'importance du trésor, décrit dans des œuvres telles que Beowulf ou la Chronique anglo-saxonne. La découverte du tumulus 1 donne un aperçu du passé de l'Angleterre et éclaire un peu plus sur son identité propre.
Que cette découverte ait été faite en 1939 à la veille de la Seconde Guerre mondiale, tandis que la nation britannique était menacée, a renforcé l'attention et l'intérêt portés au site durant les années suivantes. D'autres objets anglo-saxons (tels que des pièces de monnaie ou des bijoux) sont trouvés chaque année dans tout le pays, mais Sutton Hoo reste la plus importante découverte jamais faite jusqu'à celle du trésor du Staffordshire en juillet 2009.
Le roman de John Preston The Dig (en), paru en 2007, offre une version romancée des premières fouilles de Sutton Hoo. Son adaptation en film, également intitulée The Dig, est sortie en 2021.